# Bank barrow

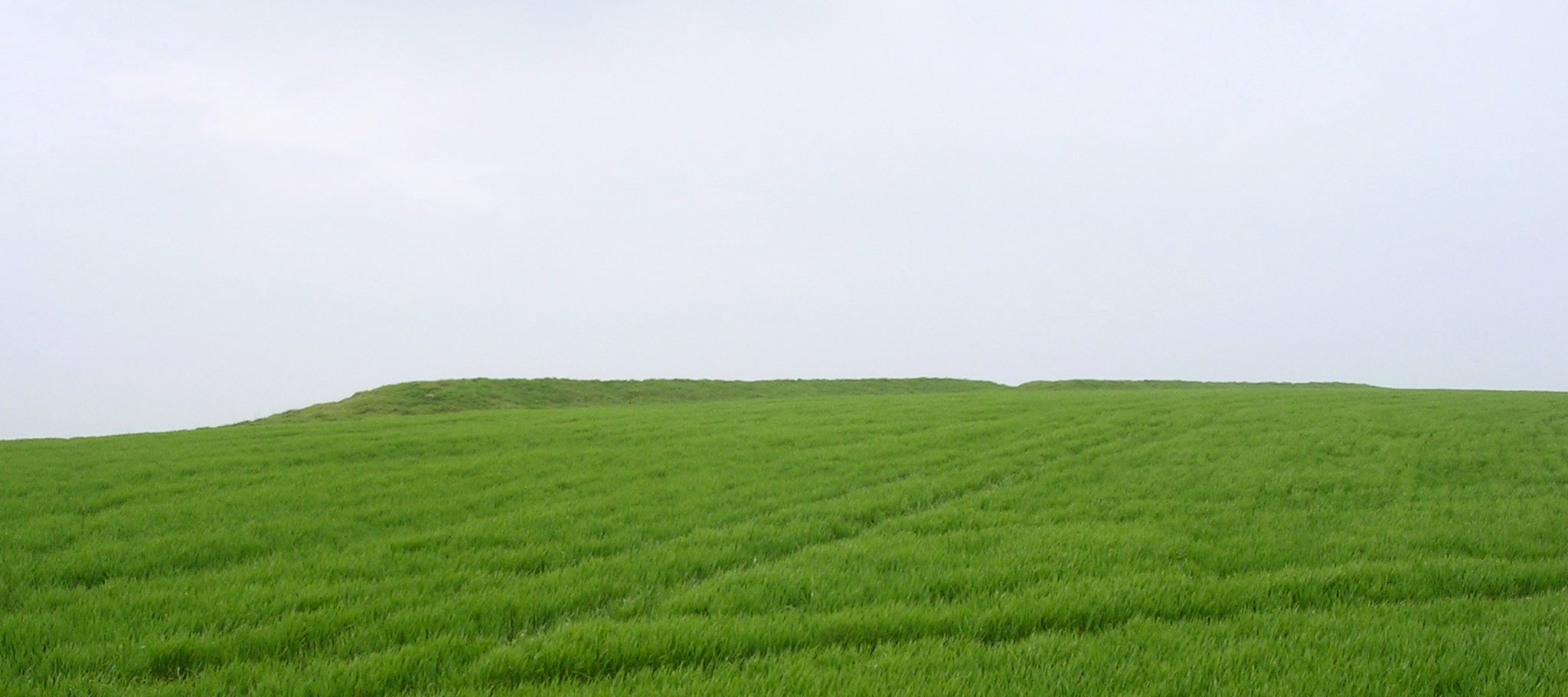
Il bank barrow a Long Bredy sul Martin's Down, Dorset, U.K.

Un bank barrow, detto talvolta anche barrow-bank, ridge barrow, o ridge mound (in italiano si può rendere con cumulo che forma una collina allungata), è un tipo di tumulo per prima identificato da O.G.S. Crawford nel 1938.
Nel Regno Unito, essi prendono la forma di una lunga, sinuosa collinetta a lati paralleli , approssimativamente uniforme in altezza e larghezza lungo la sua lunghezza, e di solito fiancheggiata da fossati su entrambi i lati. Essi possono essere il risultato di una singola fase di costruzione, o il risultato dell'aggiunta di uno o più estensioni lineari del cumulo sopra un altro preesistente. Sebbene siano state trovate sepolture dentro il tumulo, nessuna camera funeraria vi è stata identificata. Questi antichi monumenti risalgono alla metà del neolitico.

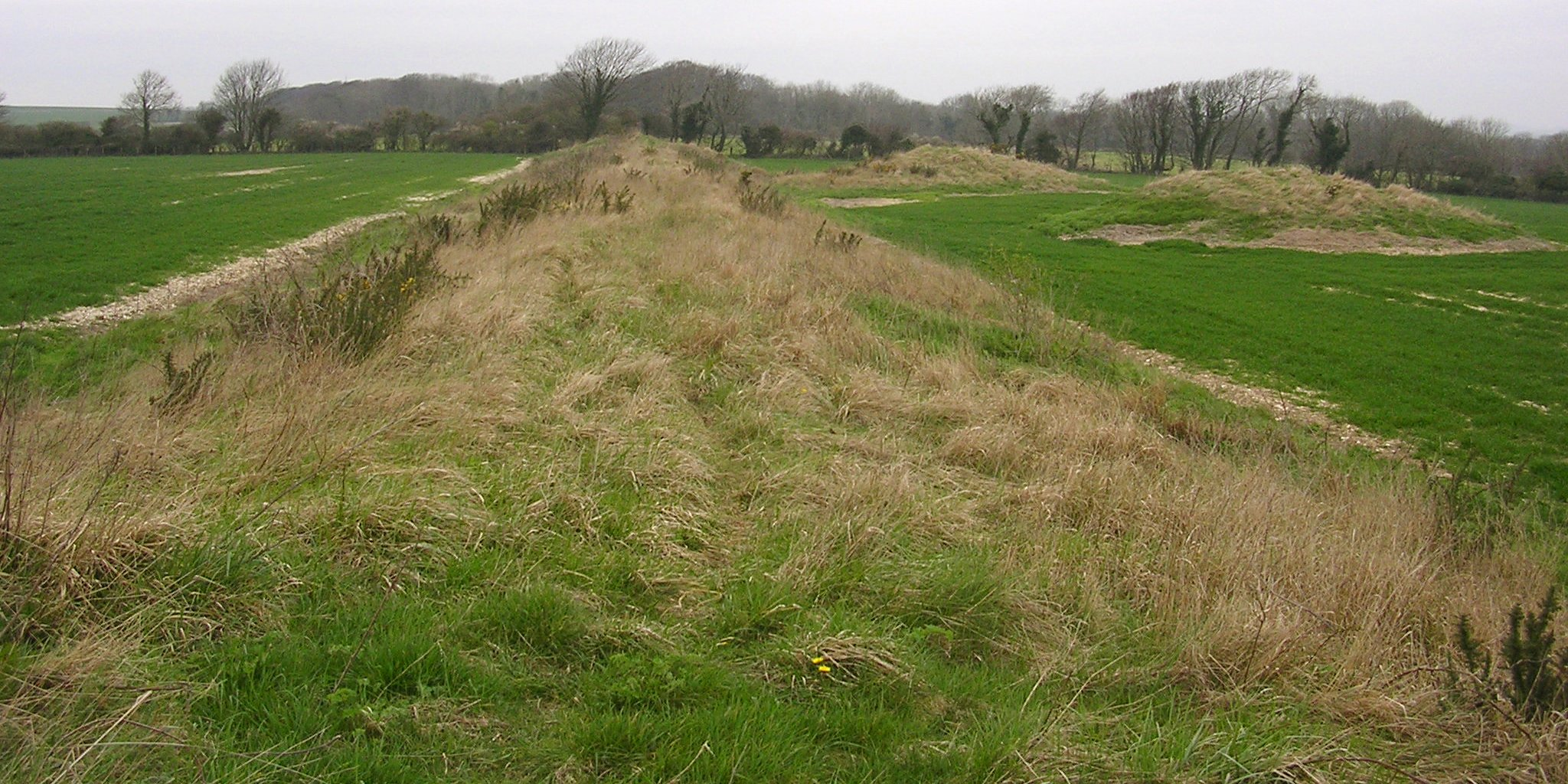
Una veduta del bank barrow lungo 180 metri di Broadmayne, nel Dorset, U.K.

Esistono meno di 10 bank barrow nel Regno Unito; esempi possono essere trovati a:
- Maiden Castle, Broadmayne e Martin's Down nel Dorset;
- Long Low vicino Wetton nel Staffordshire.